# Фавіла (герцог)
Фавіла (Фафіла; VII століття) — вестготський герцог (лат. dux), батько Пелайо, за якого його герцогство стало королівством.

## Біографія
Вестготи на Піренейському півострові перебували задовго перед VII століттям. Тому, мабуть, представники шляхетних сімейств на той час мали та готських, і іспано-римських предків. На це вказує і те, що ім'я «Фавіла» (або «Фафіла») має німецьке коріння, а ім'я «Пелайо» — латинського походження.
Крістіан Сеттіпані, який вивчав хроніки, стверджував, що Фавіла був нащадком королів Леовігільда і Реккареда I, а його батьками були вестготський граф Агіла та його дружина Дивігра. За іншими даними, батьком Фавіли міг бути або вестготський король Хіндасвінт, або син того, герцог Теодофред. За ще однією версією був зятем Хіндасвінта, одруженим з його донькою Галісунтою. Стосовно герцогства, яке він обіймав точаться суперечності. Значна частина нею вважає Кантабрію, інші розглядають Астурію та Галецію. Можливо він послідовно очолював усі ці герцогства.
Фавіла вступив у конфлікт із Вітіцею. Можливо, що Фафіла на той час був досить досвідченим діячем, і не виключено, що якимсь родичем короля, так що Егіка міг послати його до Галісії як помічника чи якогось опікуна Вітіци. Останній, однак, не збирався зважати на такого помічника, а тим більше якимось чином підкорятися йому. Це, мабуть, і спричинило конфлікт, внаслідок якого Вітіца вбив Фафілу.